# Mohamed Chakouri
Mohamed Chakouri (ur. 21 maja 1986 w Arles) – algierski piłkarz występujący na pozycji obrońcy. Zawodnik klubu RSC Charleroi.

## Kariera klubowa
Chakouri urodził się we Francji w rodzinie pochodzenia algierskiego. Jako junior grał tam w klubach Mas-Thibert, St. Martiners, AC Arles-Avignon oraz Montpellier HSC, do którego trafił w 1998 roku. W 2004 roku został włączony do jego pierwszej drużyny, grającej w Ligue 2. W tych rozgrywkach zadebiutował 6 sierpnia 2004 roku w przegranym 3:4 pojedynku z Troyes AC3 września 2004 roku w wygranym 1:0 spotkaniu z Chamois Niortais strzelił pierwszego gola w Ligue 2. W pierwszej drużynie Montpellier spędził 3 lata. W tym czasie rozegrał tam 50 ligowych spotkań i zdobył 4 bramki.
W 2007 roku Chakouri odszedł do belgijskiego RSC Charleroi. W Eerste klasse zadebiutował 26 stycznia 2008 roku w zremisowanym 1:1 pojedynku z KVC Westerlo. 27 kwietnia 2008 roku w wygranym 2:1 meczu ze Standardem Liège strzelił pierwszego gola w Eerste klasse.
| Sezon   | Klub            | Kraj    | Rozgrywki     | Mecze | Bramki |
| ------- | --------------- | ------- | ------------- | ----- | ------ |
| 2004/05 | Montpellier HSC | Francja | Ligue 2       | 10    | 1      |
| 2005/06 | Montpellier HSC | Francja | Ligue 2       | 15    | 0      |
| 2006/07 | Montpellier HSC | Francja | Ligue 2       | 25    | 3      |
| 2007/08 | RSC Charleroi   | Belgia  | Eerste klasse | 15    | 1      |
| 2008/09 | RSC Charleroi   | Belgia  | Eerste klasse | 23    | 0      |
| 2009/10 | RSC Charleroi   | Belgia  | Eerste klasse | 18    | 0      |
| 2010/11 | RSC Charleroi   | Belgia  | Eerste klasse |       |        |

## Kariera reprezentacyjna
Chakouri jest byłym reprezentantem Francji U-19 oraz U-21. W sierpniu 2010 roku został powołany do kadry Algierii na mecz eliminacji Pucharu Narodów Afryki 2012 z Tanzanią. W spotkaniu tym jednak nie wystąpił.